# Atletica leggera ai V Giochi panamericani
L'atletica leggera ai V Giochi panamericani si è tenuta a Winnipeg, in Canada, tra la fine di luglio e l'inizio di agosto del 1967.

## Risultati

### Uomini
| Evento                 | Oro                                                                 | Prest.   | Argento                                                           | Prest.   | Bronzo            | Prest.   |
| Corse piane            |                                                                     |          |                                                                   |          |                   |          |
| 100 metri              | Harry Jerome                                                        | 10.27w   | Willie Turner                                                     | 10.27w   | Hermes Ramírez    | 10.36w   |
| 200 metri              | John Carlos                                                         | 20.5     | Jerry Bright                                                      | 20.9     | Pablo Montes      | 21.0     |
| 400 metri              | Lee Evans                                                           | 44.95    | Vincent Matthews                                                  | 45.13    | Don Domansky      | 45.80    |
| 800 metri              | Wade Bell                                                           | 1:49.20  | Bill Crothers                                                     | 1:49.91  | Brian MacLaren    | 1:50.31  |
| 1500 metri             | Tom Von Ruden                                                       | 3:43.41  | Sam Bair                                                          | 3:44.17  | Dave Bailey       | 3:44.93  |
| 5000 metri             | Van Nelson                                                          | 13:47.4  | Lou Scott                                                         | 13:54.0  | Juan Martínez     | 13:54.0  |
| 10000 metri            | Van Nelson                                                          | 29:17.40 | David Ellis                                                       | 29:18.40 | Tom Laris         | 29:21.60 |
| Maratona               | Andy Boychuk                                                        | 2:23:03  | Agustín Calle                                                     | 2:25:51  | Alfredo Peñaloza  | 2:27:49  |
| Corse ad ostacoli      |                                                                     |          |                                                                   |          |                   |          |
| 110 metri ostacoli     | Earl McCullouch                                                     | 13.49    | Willie Davenport                                                  | 13.55    | Juan Morales      | 14.30    |
| 400 metri ostacoli     | Ron Whitney                                                         | 50.75    | Russ Rogers                                                       | 51.31    | Bob McLaren       | 51.44    |
| 3000 metri siepi       | Chris McCubbins                                                     | 8:38.2   | Conrad Nightingale                                                | 8:51.2   | Domingo Amaisón   | 8:55.0   |
| Staffette              |                                                                     |          |                                                                   |          |                   |          |
| 4 x 100 metri          | Stati Uniti Jerry Bright Ron Copeland Willie Turner Earl McCullouch | 39.05    | Cuba                                                              | 39.26    | Colombia          | 39.92    |
| 4 x 400 metri          | Stati Uniti Vincent Matthews Emmett Taylor Elbert Stinson Lee Evans | 3:02.03  | Canada Bill Crothers Brian MacLaren Ross MacKenzie Robert McLaren | 3:04.83  | Giamaica          | 3:05.99  |
| Concorsi               |                                                                     |          |                                                                   |          |                   |          |
| Salto in alto          | Ed Caruthers                                                        | 2.19     | Otis Burrell                                                      | 2.16     | Roberto Abugattás | 2.05     |
| Salto con l'asta       | Bob Seagren                                                         | 4.90     | Bob Raftis                                                        | 4.75     | Bob Yard          | 4.45     |
| Salto in lungo         | Ralph Boston                                                        | 8.29     | Bob Beamon                                                        | 8.07     | Wellesley Clayton | 7.76     |
| Salto triplo           | Charles Craig                                                       | 16.54    | Nélson Prudêncio                                                  | 16.45    | José Hernández    | 15.95    |
| Getto del peso         | Randy Matson                                                        | 19.83    | Neal Steinhauer                                                   | 19.45    | Dave Steen        | 18.51    |
| Lancio del disco       | Gary Carlsen                                                        | 57.50    | Rink Babka                                                        | 56.88    | George Puce       | 56.20    |
| Lancio del martello    | Tom Gage                                                            | 65.32    | Enrique Samuells                                                  | 64.66    | George Frenn      | 64.08    |
| Lancio del giavellotto | Frank Covelli                                                       | 74.28    | Gary Stenlund                                                     | 74.28    | Justo Perelló     | 71.96    |
| Prove su strada        |                                                                     |          |                                                                   |          |                   |          |
| 20 km marcia           | Ron Laird                                                           | 1:33:06  | José Pedraza                                                      | 1:34:51  | Felix Cappella    | 1:35:45  |
| 50 km marcia           | Larry Young                                                         | 4:26:21  | Felix Cappella                                                    | 4:36:00  | Goetz Klopfer     | 4:38:00  |
| Prove multiple         |                                                                     |          |                                                                   |          |                   |          |
| Decathlon              | Bill Toomey                                                         | 8044     | Héctor Thomas                                                     | 7312     | Dave Thoreson     | 7295     |

### Donne
| Evento                 | Oro                                                                     | Prest.  | Argento          | Prest.  | Bronzo           | Prest.  |
| Corse piane            |                                                                         |         |                  |         |                  |         |
| 100 metri              | Barbara Ferrell                                                         | 11.59   | Miguelina Cobián | 11.69   | Irene Piotrowski | 11.78   |
| 200 metri              | Wyomia Tyus                                                             | 23.78w  | Barbara Ferrell  | 23.83w  | Miguelina Cobián | 23.89w  |
| 800 metri              | Madeline Manning                                                        | 2:02.35 | Doris Brown      | 2:02.95 | Abby Hoffman     | 2:04.82 |
| Corse ad ostacoli      |                                                                         |         |                  |         |                  |         |
| 100 metri ostacoli     | Cherrie Sherrard                                                        | 10.83   | Mamie Rallins    | 10.85   | Thora Best       | 10.98   |
| Staffette              |                                                                         |         |                  |         |                  |         |
| 4 x 100 metri          | Cuba Violeta Quesada Marcia Garbey Cristina Echeverría Miguelina Cobián | 44.63   | Canada           | 45.56   | Giamaica         | 47.17   |
| Concorsi               |                                                                         |         |                  |         |                  |         |
| Salto in alto          | Eleanor Montgomery                                                      | 1.78    | Susan Nigh       | 1.72    | Franzetta Parham | 1.69    |
| Salto in lungo         | Irene Martínez                                                          | 6.33    | Gisela Vidal     | 6.20    | Willye White     | 6.17    |
| Getto del peso         | Nancy McCredie                                                          | 15.18   | Lynn Graham      | 14.88   | Maureen Dowds    | 14.35   |
| Lancio del disco       | Carol Moseke                                                            | 49.24   | Carol Martin     | 47.94   | Caridad Aguero   | 46.68   |
| Lancio del giavellotto | Barbara Friedrich                                                       | 53.26   | RaNae Bair       | 51.64   | Jay Dahlgren     | 45.46   |
| Prove multiple         |                                                                         |         |                  |         |                  |         |
| Pentathlon             | Pat Winslow                                                             | 4860    | Jenny Meldrum    | 4724    | Aída dos Santos  | 4531    |

## Medagliere
Paese ospitante
| Posiz. | Nazione           | Oro | Argento | Bronzo | Totale |
| ------ | ----------------- | --- | ------- | ------ | ------ |
| 1      | Stati Uniti       | 30  | 18      | 6      | 54     |
| 2      | Canada            | 3   | 9       | 12     | 24     |
| 3      | Cuba              | 2   | 3       | 7      | 12     |
| 4      | Venezuela         | 0   | 2       | 0      | 2      |
| 5      | Messico           | 0   | 1       | 2      | 3      |
| 6      | Brasile           | 0   | 1       | 1      | 2      |
| 6      | Colombia          | 0   | 1       | 1      | 2      |
| 8      | Giamaica          | 0   | 0       | 3      | 3      |
| 9      | Trinidad e Tobago | 0   | 0       | 1      | 1      |
| 9      | Perù              | 0   | 0       | 1      | 1      |
| 9      | Argentina         | 0   | 0       | 1      | 1      |